# Cantón del Seminario Viejo
El cantón del Seminario Viejo es una vía pública de la ciudad española de Vitoria.

## Descripción
La vía, que obtuvo título propio en octubre de 1887, discurre desde la calle de Fray Zacarías Martínez, junto a la plaza de Santa María, hasta la calle de la Herrería, a la altura de la plaza de la Fuente de los Patos. Tiene cruces con la de la Correría y la de la Zapatería. El cantón aparece descrito en la Guía de Vitoria (1901) de José Colá y Goiti con las siguientes palabras:

Cantón del Seminario.—En 12 de octubre de 1887 se le dió este nombre, que es el primitivo. Principia en la subida del Seminario y concluye en la calle de la Herrería.
(Colá y Goiti, 1901, p. 62)

Su nombre se explica por el Seminario Conciliar que existió en la ciudad entre 1880 y 1930. Antes de dedicarse a esta función religiosa, el edificio había acogido la panadería municipal y el hospital de Santa María.